# HMS Africa (1781)
Pour les autres navires du même nom, voir HMS Africa.
Le HMS Africa est un navire de ligne de 3e rang de la Royal Navy lancé en 1781. C'est le deuxième navire de la classe Inflexible.